# Diplolepis eglanteriae
A rózsa gyöngygubacsának (Diplolepis eglanteriae) okozója egy gubacsdarázs (Cynipidae), amely különféle vadrózsa (Rosa sp.) fajok levelein, levélnyelén és termésén okoz egykamrás gubacsokat. A rózsa gyöngygubacsát okozó gubacsdarázs a Diplolepis génusz egyik Nyugat-Palearktikus képviselője. A gubacsok a rózsalevelek fonákján (abaxiális oldal) képződnek. A gubacsok alakja golyószerű, gyöngy méretű, zöldes vagy vöröses színű. A gubacsok éretten megbarnulnak és késő ősszel lehullnak az avarba.
A D. eglanteriae gubacsokban, akárcsak a többi rózsagubacsban, összetett parazitoid közösség fejlődik. A megszokott fémfürkész családok Torymidae, Eurytomidae, Pteromalidae és Eupelmidae fajai alkotják a közösség többségét.
A Diplolepis nemzetség Nyugat-Palearktikus elterjedésű fajai közül a D. eglanteriae legközelebbi rokona a D. nervosa, míg a D. rosae, D. mayri és a D. spinosissimae egy külön kládot alkotnak.